# مارینا پوروشنکو
مارینا آناتولییونا پوروشنکو (اوکراینی: Мари́на Анато́ліївна Пороше́нко ; متولد ۱ فوریه ۱۹۶۲) یک متخصص قلب اوکراینی است که از سال ۲۰۱۴ تا ۲۰۱۹ بانوی اول اوکراین بود. او با پترو پوروشنکو رئیس‌جمهور سابق اوکراین ازدواج کرده‌است. پس از پایان دوره ریاست جمهوری همسرش در سال ۲۰۱۹، مارینا یک نامزد سیاسی محلی برای انتخابات در کیف بود.

## زندگی‌نامه
مارینا پوروشنکو با نام مارینا پرودنتسوا (اوکراینی: Марина Анатоліївна Переведенцева، آوانگاری: Maryna Anatoliivna Perevedenсeva) در سال ۱۹۶۲ در کیف، شوروی اوکراین به دنیا آمد. پدرش آناتولی (متولد ۱۹۳۳) معاون وزیر بهداشت جمهوری شوروی سوسیالیستی اوکراین بود. مادرش لیودمیلا در توپخانه کیف کار می‌کرد.
او در حین تحصیل در دانشگاه ملی پزشکی بوگومولتس، در یک دیسکو با پترو پوروشنکو آشنا شد. آنها در سال ۱۹۸۴ ازدواج کردند. او تا زمان تولد اولین پسرشان به عنوان متخصص قلب در بیمارستان ژوتنوا کار می‌کرد و پس از آن، وقت خود را به خانواده اش اختصاص داد. او در زندگی عمومی شرکت نمی‌کند و با همسرش در مورد مسائل سیاسی صحبت نمی‌کند. او در فعالیت‌های بنیاد خیریه پترو پوروشنکو شرکت می‌کند.
او در سال ۲۰۰۷ از آکادمی ملی مدیریت دولتی فرهنگ و هنر در رشته هنرهای زیبا فارغ‌التحصیل شد.
در یک مصاحبه تلویزیونی در ژوئن ۲۰۱۴، مارینا گفت که قصد دارد در مسائل اجتماعی و فرهنگی که در حال حاضر اوکراین با آن مواجه است، مشارکت کند. در اواخر ژوئن ۲۰۱۴، او با ایرینا هراشچنکو، فرستاده طرح صلح برای شرق اوکراین و میانجی در مناقشه طرفدار روسیه در اوکراین در سال ۲۰۱۴ ملاقات کرد. آنها در مورد کمک‌های احتمالی به مردم در شرق اوکراین بحث کردند.
او از سال ۲۰۱۸ تا ۲۰۱۹ به عنوان رئیس بنیاد فرهنگی اوکراین خدمت کرد.
در انتخابات محلی کیف ۲۰۲۰، پوروشنکو در فهرست انتخابات شورای شهر کیف حزب همبستگی اروپایی (حزب ملی) که توسط همسرش پترو پوروشنکو رهبری می‌شود، در رتبه اول قرار گرفت. در انتخاب شهردار کیف (در طول انتخابات محلی کیف ۲۰۲۰) همبستگی اروپا از شهردار فعلی ویتالی کلیچکو (که توسط حزب UDAR نامزد شده بود) حمایت کرد. همبستگی اروپایی در انتخابات محلی کیف ۲۰۲۰ ۳۱ کرسی شورای شهر کیف را به دست آورد. کلیچکو بار دیگر به عنوان شهردار کیف انتخاب شد.

## کمک‌های انسان دوستانه
مارینا پوروشنکو برای خانواده‌های دارای نوزاد در منطقه خارکف کمک‌های بشردوستانه ارسال کرد. او این موضوع را در صفحه فیسبوک خود اعلام کرد.
مارینا پوروشنکو نوشت: «مانند هر روز در این سال بسیار طولانی، امروز هم همه ما به کمک به غیرنظامیان اوکراین، به ویژه در مناطق نزدیک به خصومت‌های فعال و در شهرک‌های غیر اشغالی ادامه می‌دهیم. امروز یک محموله بشردوستانه دیگر توسط تیم همبستگی اروپا و ایرینا فریز برای مادران و نوزادان در خارکف و منطقه خارکف تحویل داده خواهد شد. به هر حال، در این شرایط، بسیاری از زنان اوکراینی مجبورند به تنهایی بچه به دنیا بیاورند، زیرا شوهران آنها از اوکراین در برابر دشمن دفاع می‌کنند. مارینا پوروشنکو می‌گوید: کیت‌های عالی برای نوزادان و مادران آنها از دوستان لهستانی ما و همچنین غذای کودک و آنتی‌بیوتیک‌های تزریقی از تیم ما وجود دارد.» وی تأکید کرد: «امسال واقعاً به تک تک ما نشان داد که دوست واقعی ما کیست؛ بنابراین از مدافعان اوکراین به خاطر شجاعت و قدرتشان تشکر می‌کنم، از همه شرکای بین‌المللی خود برای کمک و حمایتشان تشکر می‌کنم و از همه کسانی که با آنها این سال سخت را پشت سر گذاشتیم تشکر می‌کنم.»

## خانواده
مارینا و پترو پوروشنکو چهار فرزند دارند: پسر اولشان اولکسی (متولد ۱۹۸۵)، دو دختر دوقلو به نام‌های یوهنیا و الکساندرا (متولد ۲۰۰۰) و پسر آخرشان میخایلو (متولد 2001). این خانواده در خانه شخصی خود در محله تاریخی Koncha-Zaspa زندگی می‌کنند. اولکسی نماینده پارلمان منطقه ای وینیتسیا بود. در نوامبر ۲۰۱۴ معاون خلق اوکراین شد.
ویکتور یوشچنکو رئیس‌جمهور سابق اوکراین پدرخوانده فرزندان آنهاست.